# لیزیل هیدروکسیلاز
آنزیم لیزیل هیدروکسیلاز (یا پروکلاژن-لیزین-۵-دی اکسیژناز) نوعی آنزیم اکسیژناز است که با هیدروکسیلاسیون لیزین باعث تولید هیدروکسی لیزین می‌شود. این واکنش برای ساخت و پایداری کلاژن ضروری است. این واکنش پس از سنتز پروتئین انجام می‌شود (تغییر پساترجمه‌ای). این آنزیم یک مولکول همودایمر متصل به غشا است که در مجاری شبکه اندوپلاسمی خشن قرار دارد.
این آنزیم برای فعالیت به آهن و ویتامین ث نیاز دارد.

## پاتولوژی
کمبود ویتامین ث با اختلال در کار این آنزیم باعث بروز بیماری اسکوروی Scurvy می‌شود.